# Мочжу (император Западного Ся)
Мочжу (кит. упр. 夏末, пиньинь Mozhu; ум. 1226), личное имя Ли Сянь (кит. упр. 李晛, пиньинь Lǐ Xiàn) — десятый и последний император тангутского государства Западное Ся в 1226—1227 годах.
Он был племянником своего предшественника, императора Сянь-цзуна. Столкнувшись с монгольской угрозой, Мочжу и его чиновники укрепились внутри столицы Си Ся, города Иньчуань, пытаясь использовать её большие стены, чтобы сдержать монгольскую кавалерию. Однако Иньчуань пострадал от мощного землетрясения, которое привело к эпидемии и нехватке продовольствия. В 1227 году Мочжу окончательно сдался Монгольской империи, но монголы убили его и всю его семью из страха, что Западное Ся взбунтуется против Монгольской империи. Его смерть ознаменовала конец империи тангутов.